# Antonio Aldama y Mendívil
Antonio Aldama y Mendívil (Amurrio, 10 de mayo de 1867-Azpeitia, 1 de febrero de 1930) fue un empresario, político. Sacerdote y jesuita español. Ostentó los títulos de conde de Aldama y marqués de Ayala.

## Biografía
Se casó en 1899 con Dolores Pruaño Velarde, natural de Trebujena, y fijó su residencia en la calle de la Plata de Sanlúcar de Barrameda. Tuvo siete hijos, de los cuales dos murieron de forma prematura. Su hijo José Antonio se convertiría en un notable teólogo jesuita. Es conocido por sus negocios familiares relacionados con el vino: las bodegas de los Aldama de Sanlúcar de Barrameda.
Fue fundador del diario integrista El Observador de Cádiz, del que fue director Manuel Sánchez Asensio. Su actividad comercial se expandió en toda España. Militante del Partido Católico Nacional (o Partido Integrista), fue diputado a Cortes por Azpeitia entre 1900 y 1901. Recibió de León XIII los títulos de conde de Aldama y marqués de Ayala, el 21 de julio de 1899 el primero, y 24 de julio de 1900 el segundo. Fue sacerdote y jesuita. Falleció en febrero de 1930 en la residencia de la Compañía de Jesús en Loyola, después de entrar como novicio el 6 de enero de dicho año; su mujer a su vez había ingresado como religiosa en el convento de Salesas de Sevilla.